# خافيير كامبورا
خافيير كامبورا (بالإسبانية: Javier Cámpora)‏ هو لاعب كرة قدم أرجنتيني في مركز الهجوم، ولد في 7 يناير 1980 في روساريو في الأرجنتين. لعب مع أريس تسالونيكي وتيرو فيديرال وروزاريو سنترال وكروز آزول وكولو-كولو ونادي بويبلا ونادي تشياباس ونادي راسينغ وهوراكان.

## وصلات خارجية
- خافيير كامبورا على موقع قاعدة بيانات كرة القدم.إي يو (الإنجليزية)
- خافيير كامبورا على موقع Soccerway.com (الإنجليزية)
- خافيير كامبورا على موقع عالم كرة القدم.نت (الإنجليزية)